# Cyamus bahamondei
Cyamus bahamondei är en kräftdjursart. Cyamus bahamondei ingår i släktet Cyamus och familjen vallöss. Inga underarter finns listade i Catalogue of Life.